# Giro di Sardegna 1973
Il Giro di Sardegna 1973, sedicesima edizione della corsa, si svolse dal 24 febbraio al 1º marzo 1973 su un percorso di 941,5 km, suddiviso su 6 tappe, la quarta e l'ultima suddivise su 2 semitappe, con partenza da Firenze e arrivo a Sassari. La vittoria fu appannaggio del belga Eddy Merckx, che completò il percorso in 25h40'02", precedendo il connazionale Herman Van Springel e lo svedese Gösta Pettersson.

## Tappe
| Tappa  | Data        | Percorso                                  | km    | Vincitore di tappa | Leader cl. generale |
| ------ | ----------- | ----------------------------------------- | ----- | ------------------ | ------------------- |
| 1ª     | 24 febbraio | Firenze > Livorno                         | 124   | Rik Van Linden     | Rik Van Linden      |
| 2ª     | 25 febbraio | Porto Torres > Alghero                    | 110,5 | Rik Van Linden     | Rik Van Linden      |
| 3ª     | 26 febbraio | Macomer > Sant'Antioco                    | 193   | Roger De Vlaeminck | Eddy Merckx         |
| 4ª-1   | 27 febbraio | Campu Omu > Campu Omu (cron. individuale) | 10    | Eddy Merckx        | Eddy Merckx         |
| 4ª-2   | 27 febbraio | Cagliari > Lanusei                        | 149   | Rik Van Linden     | Eddy Merckx         |
| 5ª     | 28 febbraio | Lanusei > Nuoro                           | 118   | Roger De Vlaeminck | Eddy Merckx         |
| 6ª-1   | 1º marzo    | Nuoro > Olbia                             | 104   | Ercole Gualazzini  | Eddy Merckx         |
| 6ª-2   | 1º marzo    | Olbia > Sassari                           | 133   | Franco Bitossi     | Eddy Merckx         |
| Totale | Totale      | Totale                                    | 941,5 |                    |                     |

## Dettagli delle tappe

### 1ª tappa
- 24 febbraio: Firenze > Livorno – 124 km

Risultati
| Pos. | Corridore      | Squadra  | Tempo    |
| ---- | -------------- | -------- | -------- |
| 1    | Rik Van Linden | Rokado   | 3h07'12" |
| 2    | Patrick Sercu  | Brooklyn | s.t.     |
| 3    | Marino Basso   | Bianchi  | s.t.     |

| Pos. | Corridore      | Squadra | Tempo |
| ---- | -------------- | ------- | ----- |
| 1    | Rik Van Linden | Rokado  | ?     |

### 2ª tappa
- 25 febbraio: Porto Torres > Alghero – 110,5 km

Risultati
| Pos. | Corridore        | Squadra    | Tempo    |
| ---- | ---------------- | ---------- | -------- |
| 1    | Rik Van Linden   | Rokado     | 2h25'05" |
| 2    | Eddy Merckx      | Molteni    | s.t.     |
| 3    | Roberto Poggiali | Sammontana | s.t.     |

| Pos. | Corridore      | Squadra | Tempo |
| ---- | -------------- | ------- | ----- |
| 1    | Rik Van Linden | Rokado  | ?     |

### 3ª tappa
- 26 febbraio: Macomer > Sant'Antioco – 193 km

Risultati
| Pos. | Corridore           | Squadra  | Tempo    |
| ---- | ------------------- | -------- | -------- |
| 1    | Roger De Vlaeminck  | Brooklyn | 5h03'02" |
| 2    | Herman Van Springel | Rokado   | s.t.     |
| 3    | Eddy Merckx         | Molteni  | s.t.     |

| Pos. | Corridore   | Squadra | Tempo |
| ---- | ----------- | ------- | ----- |
| 1    | Eddy Merckx | Molteni | ?     |

### 4ª tappa, 1ª semitappa
- 27 febbraio: Campu Omu > Campu Omu – Cronometro individuale – 10 km

Risultati
| Pos. | Corridore           | Squadra | Tempo  |
| ---- | ------------------- | ------- | ------ |
| 1    | Eddy Merckx         | Molteni | 19'56" |
| 2    | Herman Van Springel | Rokado  | a 1"   |
| 3    | Santiago Lazcano    | KAS     | a 18"  |

| Pos. | Corridore   | Squadra | Tempo |
| ---- | ----------- | ------- | ----- |
| 1    | Eddy Merckx | Molteni | ?     |

### 4ª tappa, 2ª semitappa
- 27 febbraio: Cagliari > Lanusei – 149 km

Risultati
| Pos. | Corridore           | Squadra | Tempo    |
| ---- | ------------------- | ------- | -------- |
| 1    | Rik Van Linden      | Rokado  | 4h13'35" |
| 2    | Eddy Merckx         | Molteni | s.t.     |
| 3    | Herman Van Springel | Rokado  | s.t.     |

| Pos. | Corridore   | Squadra | Tempo |
| ---- | ----------- | ------- | ----- |
| 1    | Eddy Merckx | Molteni | ?     |

### 5ª tappa
- 28 febbraio: Lanusei > Nuoro – 118 km

Risultati
| Pos. | Corridore          | Squadra  | Tempo |
| ---- | ------------------ | -------- | ----- |
| 1    | Roger De Vlaeminck | Brooklyn | ?     |
| 2    | Ole Ritter         | Bianchi  | s.t.  |
| 3    | Eddy Merckx        | Molteni  | s.t.  |

| Pos. | Corridore   | Squadra | Tempo |
| ---- | ----------- | ------- | ----- |
| 1    | Eddy Merckx | Molteni | ?     |

### 6ª tappa, 1ª semitappa
- 1º marzo: Nuoro > Olbia – 104 km

Risultati
| Pos. | Corridore         | Squadra  | Tempo    |
| ---- | ----------------- | -------- | -------- |
| 1    | Ercole Gualazzini | Bianchi  | 2h46'38" |
| 2    | Frans Mintjens    | Molteni  | s.t.     |
| 3    | Patrick Sercu     | Brooklyn | s.t.     |

| Pos. | Corridore   | Squadra | Tempo |
| ---- | ----------- | ------- | ----- |
| 1    | Eddy Merckx | Molteni | ?     |

### 6ª tappa, 2ª semitappa
- 1º marzo: Olbia > Sassari – 133 km

Risultati
| Pos. | Corridore          | Squadra    | Tempo    |
| ---- | ------------------ | ---------- | -------- |
| 1    | Franco Bitossi     | Sammontana | 3h31'41" |
| 2    | Al.Van Vlierberghe | Rokado     | a 4"     |
| 3    | Michele Dancelli   | Scic       | s.t.     |

| Pos. | Corridore           | Squadra | Tempo     |
| ---- | ------------------- | ------- | --------- |
| 1    | Eddy Merckx         | Molteni | 25h40'02" |
| 2    | Herman Van Springel | Rokado  | a 41"     |
| 3    | Gösta Pettersson    | Scic    | a 2'21"   |

## Classifiche finali

### Classifica generale
| Pos. | Corridore              | Squadra     | Tempo     |
| ---- | ---------------------- | ----------- | --------- |
| 1    | Eddy Merckx            | Molteni     | 25h40'02" |
| 2    | Herman Van Springel    | Rokado      | a 41"     |
| 3    | Gösta Pettersson       | Scic        | a 2'21"   |
| 4    | Roberto Poggiali       | Sammontana  | a 2'40"   |
| 5    | Mauro Simonetti        | Sammontana  | a 2'58"   |
| 6    | Roger De Vlaeminck     | Brooklyn    | a 4'14"   |
| 7    | Antoon Houbrechts      | Rokado      | a 5'01"   |
| 8    | Wladimiro Panizza      | G.B.C.-Sony | a 5'13"   |
| 9    | Albert Van Vlierberghe | Rokado      | a 5'42"   |
| 10   | Santiago Lazcano       | KAS-Kaskol  | a 6'28"   |